# Центр социально-политической истории
Центр социально-политической истории  (ЦСПИ) — крупнейшая российская научная библиотека, специализированная в области социальной и политической истории, филиал Государственной публичной исторической библиотеки России. В 1992—2014 годах библиотека носила название «Государственная общественно-политическая библиотека» (ГОПБ), ранее — библиотека Института марксизма-ленинизма при ЦК КПСС.
С 1 апреля 2014 года согласно приказу Министерства культуры Российской Федерации ГОПБ была преобразована в Центр социально-политической истории — филиал ГПИБ России.

## История
Библиотека была образована в 1921 году, одновременно с созданием Института К. Маркса и Ф. Энгельса. Создателем библиотеки был директор института Д. Б. Рязанов. В 1931 году этот Институт был объединен с Институтом В. И. Ленина в единый Институт Маркса-Энгельса-Ленина. При слиянии Институтов были объединены и их библиотеки. В годы Великой Отечественной войны Библиотека вместе с Институтом была эвакуирована в Уфу. В 1956 году библиотека стала составной частью Института марксизма-ленинизма при ЦК КПСС (ИМЛ). В 1960 году Институт получил комплекс зданий на улице Вильгельма Пика. В корпусе 2 была размещена библиотека, а в 1989 году был построен 4-й корпус специально для размещения хранилища.
После закрытия ИМЛ в конце 1991 года перед библиотекой встал вопрос о дальнейшем существовании. В этот период материальную поддержку библиотеке оказывал Международный институт социальной истории (Амстердам). 15 июля 1992 года Распоряжением Правительства РФ библиотеке было присвоено название «Государственная общественно-политическая библиотека». Она получила статус федеральной библиотеки, находящейся в ведении Министерства культуры РФ. С 1992 года Библиотека является членом Международной ассоциации институтов рабочей истории.
Комплекс зданий, часть которого занимает библиотека, в 2003 году перешел Московскому государственному социальному университету, это обстоятельство стало причиной постоянно возникающих споров хозяйствующих субъектов.
В 2006 году глава Федерального агентства по культуре и кинематографии России Михаил Швыдкой предложил план, по которому предполагалось Государственную общественно-политическую библиотеку сделать частью Российской государственной библиотеки. Однако этот план не нашел поддержки у руководства библиотеки, и она сохранила самостоятельность.
С 1 апреля 2014 года согласно приказу Министерства культуры Российской Федерации библиотека была преобразована в Центр социально-политической истории — филиал Государственной публичной исторической библиотеки России.

## Фонды
В 2007 году фонд библиотеки составлял более 2 миллионов 500 тысяч печатных единиц, из них свыше 280 тысяч редких изданий. Библиотека располагает собранием книг, периодических изданий, редких листовок. Наибольшую научную и культурную ценность имеют коллекции книг, изданных в XVI—XIX веках, по экономической, социальной, политической и культурной истории стран Европы и Америки, а также по истории общественной и философской мысли, праву. Библиотека обладает наиболее полным в России собранием по истории мирового и отечественного социально-политических движений, а также наиболее полной коллекцией зарубежной литературы конца XIX — начала XX веков и российской периодики 20-х годов XX века.

## Библиографическая деятельность
Находясь в составе Института марксизма-ленинизма при ЦК КПСС, библиотека подготовила ряд фундаментальных библиографических указателей (некоторые были подготовлены совместно с другими учреждениями). Среди изданий библиотеки:
- Социал-демократические листовки, 1894—1917 гг. — Т. 1 — 2. — М., 1931—1934.
- Хронологический указатель произведений В. И. Ленина. — Ч. 1 — 3. — М., 1959—1963.
- Печать I Интернационала и Парижской Коммуны : сводный каталог изданий, хранящихся в библиотеках СССР. — Ч. 1 — 2. — М., 1964.
- Лениниана: библиографический указатель произведений В. И. Ленина и литературы о нем. — Т. 1 — 10. — М., 1971—1990.
- Прижизненные издания и публикации произведений К.Маркса и Ф.Энгельса. — Ч. 1 — 2. — М. 1974—1977.
- Полемика вокруг К.Маркса, Ф.Энгельса, В. И. Ленина и их идейном и научном наследии. — Вып. 1 — 3. — М., 1995—2000.

Фонды библиотеки нашли отражение в следующих сводных библиографических проектах:
- Сводный каталог русской нелегальной и запрещенной печати XIX века. Книги и периодические издания. — Вып. 1 — 9. — М., 1971.
- Сводный каталог русской нелегальной и запрещенной печати XIX века. Листовки. — Т. 1 — 3. — М., 1977.
- Русская сатирическая периодика 1905—1907 гг. — М., 1980.
- Сводный каталог периодических и продолжающихся изданий русского зарубежья в библиотеках Москвы (1917—1996 гг.). — М., 1999.
- Международный сводный каталог русской книги, 1918—1926. — Т. 1 — 5. — СПб., 2002—2014. — Продолж.